# Новоосиновский
Новоосиновский — населённый пункт в Сузунском районе Новосибирской области России. Входит в состав городского поселения рабочий посёлок Сузун.

## География
Площадь населённого пункта — 5 гектаров.

## История
Основан до 1962 года.

## Население
| 2002 | 2007 | 2010 |
| ---- | ---- | ---- |
| 49   | ↘32  | ↘30  |

## Инфраструктура
В населённом пункте по данным на 2007 год отсутствует социальная инфраструктура.